# جيمس بيري (شاعر)
جيمس بيري (بالإنجليزية: James Berry)‏ هو كاتب للأطفال وشاعر جامايكي، ولد في 28 سبتمبر 1924 في أبرشية بورتلاند ‏ في جامايكا، وتوفي في 20 يونيو 2017 في لندن في المملكة المتحدة.